# NGC 5485
NGC 5485 (również PGC 50369 lub UGC 9033) – galaktyka soczewkowata (S0), znajdująca się w gwiazdozbiorze Wielkiej Niedźwiedzicy. Odkrył ją William Herschel 14 kwietnia 1789 roku. Jest to galaktyka z aktywnym jądrem typu LINER. Znajduje się w odległości około 84 milionów lat świetlnych od Ziemi.
W galaktyce tej zaobserwowano supernową SN 1982W.